# Kristijan Fris
Kristijan Fris (en serbio: Кристијан Фрис; Senta, 21 de abril de 1984) es un deportista serbio que compite en lucha grecorromana.
Ganó una medalla de bronce en el Campeonato Mundial de Lucha de 2007 y dos medallas en el Campeonato Europeo de Lucha, oro en 2017 y bronce en 2007.
Participó en dos Juegos Olímpicos de Verano, ocupando el séptimo lugar en Pekín 2008 y el decimotercero en Río de Janeiro 2016.

## Palmarés internacional
| Campeonato Mundial | Campeonato Mundial | Campeonato Mundial | Campeonato Mundial |
| Año                | Lugar              | Medalla            | Categoría          |
| ------------------ | ------------------ | ------------------ | ------------------ |
| 2007               | Bakú (Azerbaiyán)  | Medalla de bronce  | 55 kg              |
| Campeonato Europeo |                    |                    |                    |
| Año                | Lugar              | Medalla            | Categoría          |
| 2007               | Sofía (Bulgaria)   | Medalla de bronce  | 55 kg              |
| 2017               | Novi Sad (Serbia)  | Medalla de oro     | 59 kg              |